# Джефрі Гантер
Джеффрі Гантер (англ. Jeffrey Hunter, уроджений Генрі Герман Маккіннес-молодший (англ. Henry Herman McKinnies, Jr.; 25 листопада 1926 — 27 травня 1969) — американський актор, відомий головним чином роллю Мартіна Полі в класичному вестерні «Шукачі» (1956).
Виріс в Мілвокі (Вісконсин), де його сім'я жила з 1930 року. Закінчив середню школу Вайтфіш-Бей; з юних років грав у місцевому театрі та на радіостанції. Під час Другої світової війни служив у ВМС США, в 1946 році демобілізувався і до 1946 року навчався в Північно-Західному університеті в Еванстоні (Іллінойс), де вивчав драматичне мистецтво, а потім стажувався в області радіотеатру в Лос-Анджелесі.
У 1950 році його помітили представники студії 20th Century Fox, з якою він в тому ж році підписав дворічний контракт і тоді ж зіграв свою першу епізодичну роль у кіно. У 1952 році виконував вже головну роль. Широка популярність до Гантера прийшла після зйомок вестерна «Шукачі» в 1956 році і після виконання головної ролі Ісуса Христа у фільмі «Цар царів» 1961 року. З середини 1950-х років він також часто знімався в різних телевізійних серіалах, зокрема виконав роль Крістофера Пайка в пілотному випуску «Зоряного шляху».
У листопаді 1968 року в Іспанії на зйомках чергового фільму Гантер отримав важкий струс мозку, після якого став страждати підвищеним внутрішньочерепним тиском. Навесні 1969 року в нього стався крововилив у мозок, що викликало падіння і перелом черепа, від якого актор незабаром помер, незважаючи на зусилля лікарів.